# Katarina Aleksandrijska
Sveta Katarina Aleksandrijska (Aleksandrija, oko 282. – Aleksandrija, oko 307.), kršćanska svetica i mučenica. 

## Životopis
Osim godine rođenja (koja ipak nije sasvim sigurna) i podatka da je 304. podnijela mučeništvo u Aleksandriji, malo se zna o Katarininu životu, a stvarne podatke teško je razlučiti od legende. Prema predaji, Katarina je bila lijepa mlada Egipćanka koja je, u trenutku kad je upravitelj Maksimin Daja preuzimao vlast u Aleksandriji, bila pozvana na svečanost koja je uključivala i pogansko žrtvovanje životinja. Katarina je odbila u tome sudjelovati zbog svoje kršćanske vjere.

## Legende
Maksimin Daia, koji je došao na vlast u rimskim afričkim provincijama naslijedivši rođaka Galerija, zaljubio se u Katarinu tako jako da je odlučio rastaviti se od svoje žene te oženiti Katarinu. Mlada ga je kršćanka najodlučnije odbila. On ju je tada suočio s pedesetoricom filozofa s namjerom da je oni uvjere kako Krist, jer je umro na križu, ne može biti Bog. No Katarina, služeći se govorničkom vještinom, a još više dobrim poznavanjem filozofije i teologije, pridobila je na svoju stranu mudrace koji, rasvijetljeni milošću, prionuše uz kršćanstvo. U očima pogana dvostruko poraženi, zadobiše mučeničku krunu jer ih je Maksimin stavio na muke i pogubio.
Ne mogavši Maksimin slomiti Katarinu, razbjesnio se i dao načiniti posebno mučilo: kotač s bodežima, koji će je sasjeći. No to se mučilo raspalo. Tada je mučenica odvedena izvan grada pa joj je odrubljena glava.

## Štovanje
Prema kasnijoj legendi anđeli su tijelo sv. Katarine prenijeli na Sinaj i ondje ga pokopali. U blizini toga mjesta kasnije je podignut samostan sv. Katarine koji postoji još i danas, a Katarinini ostaci prenijeti su u samostansku crkvu. Oskudni izvještaji o Katarininu životu kroz povijest su bacali sumnju na njezino stvarno postojanje, pa je to vidljivo i u bogoslužju Katoličke Crkve, koja je spomen svete Katarine 1969. isključila iz liturgijskog kalendara, da bi ga onamo vratila 2002. godine.
Spomendan joj se slavi 25. studenoga u Katoličkoj Crkvi, dok ju pravoslavci štuju kao veliku mučenicu i slave njezin blagdan 24. ili 25. studenoga, ovisno o regionalnoj tradiciji.

## Vanjske poveznice
Ostali projekti
|  | Zajednički poslužitelj ima još gradiva o temi Katarina Aleksandrijska |

Mrežna mjesta
- Sveta Katarina Aleksandrijska, sveci.net
- St. Catherine of Alexandria, Katolička enciklopedija (engl.)